# ادگاردو عبدالله
ادگاردو عبدالله (انگلیسی: Edgardo Abdala؛ زادهٔ ۱ ژوئیهٔ ۱۹۷۸) بازیکن سابق و مربی فوتبال متولد شیلی اهل فلسطین است.
از باشگاه‌هایی که در آن بازی کرده است می‌توان به باشگاه ورزشی پالستینو اشاره کرد.
وی همچنین در تیم ملی فوتبال فلسطین بازی کرده است.